# Neustraße 1 (Lutherstadt Wittenberg)

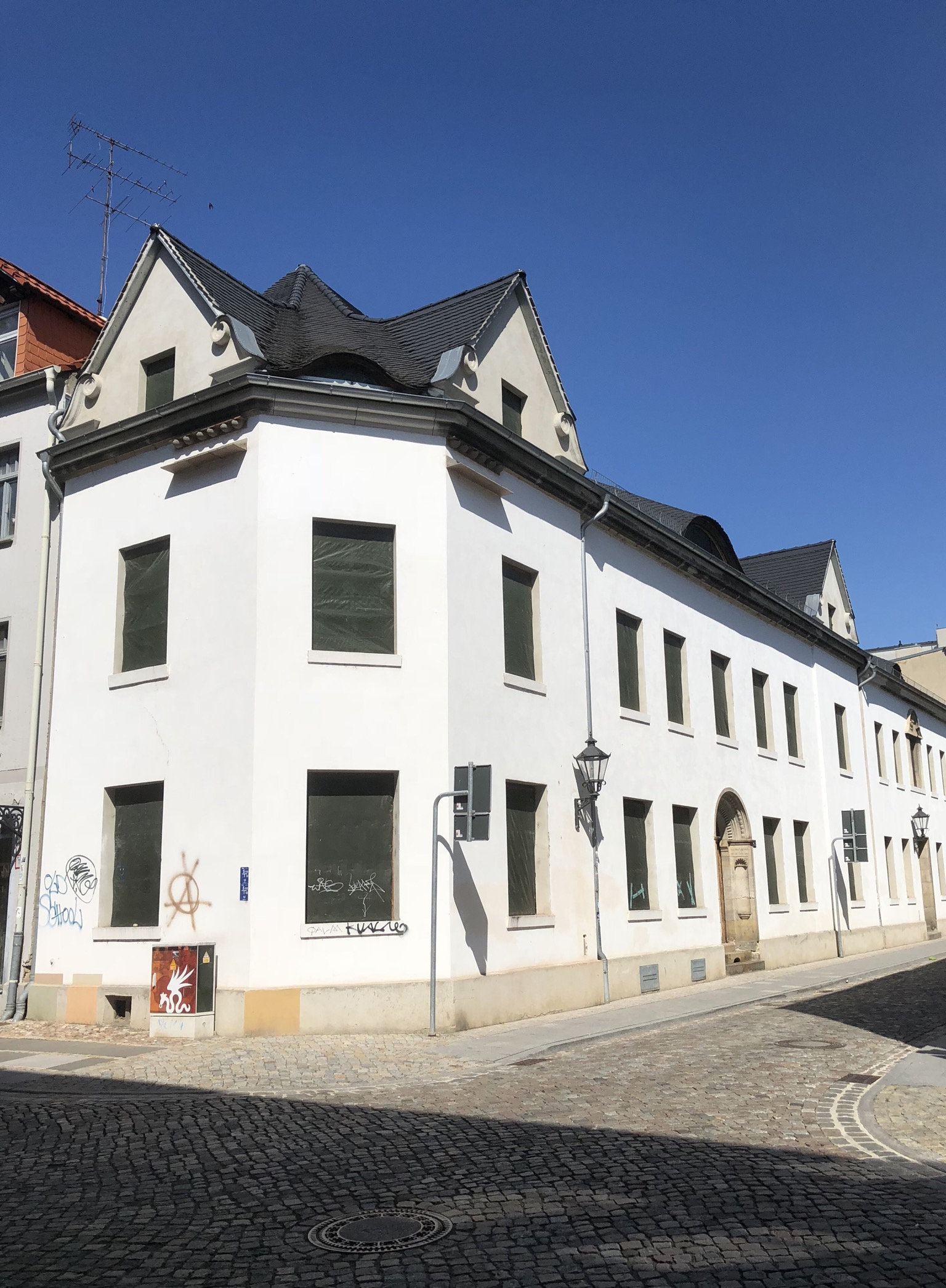
Neustraße 1

Neustraße 1 ist ein denkmalgeschütztes Wohnhaus in der Lutherstadt Wittenberg in Sachsen-Anhalt.
Es befindet sich in der Altstadt der Lutherstadt Wittenberg auf der Westseite der Neustraße in einer Ecklage an der Einmündung der Neustraße auf die südlich verlaufende Mittelstraße. Nördlich grenzt das gleichfalls denkmalgeschützte Haus Neustraße 2 an.
Der historisierende zweigeschossige Bau entstand im Jahr 1916 im Heimatstil nach Plänen von Paul Friedrich. Er bildet mit dem Haus Neustraße 2, welches ebenfalls von Friedrich gestaltet wurde, ein gestalterisches Ensemble. Der in der nach Osten zur Neustraße hin ausgerichtete Hauseingang ist im Stil der Renaissance als Sitznischenportal ausgeführt. In der Laibung des Portals befindet sich eine für die Bauzeit im Ersten Weltkrieg typische nationalistische Inschrift.
Im örtlichen Denkmalverzeichnis ist das Wohnhaus unter der Erfassungsnummer 094 35984 als Baudenkmal verzeichnet.